# Thales Watchkeeper WK450
Dimensions
Le Thales Watchkeeper WK450 est un drone tactique (TUAV) de renseignement militaire conçu et fabriqué par la société Thales. Ce système de drone aérien (RPAS) est conçu afin de remplir des missions de renseignement, de surveillance, d’acquisition d’objectifs et de reconnaissance (acronyme ISTAR en anglais) par tous les temps. Sa classification dans la catégorie des drones tactiques (TUAV) est fondée sur les critères d'altitude et d'endurance définis par l'OTAN. Il est actuellement en service dans l'armée britannique, après que Thales a obtenu par contrat une commande d'une valeur de 800 millions de livres en juillet 2005 soit un peu plus d'un milliard d'euros (1 163 528 000 € à ce jour, 1 £=1,454 41 €).

## Vue d'ensemble
Le Watchkeeper WK450 se base sur le drone Elbit Hermes 450. Il est équipé d'un moteur rotatif Wankel et pèse 450 kg. Il a une charge utile de 150 kg, ainsi qu'une autonomie de 17 heures. Il aurait dû entrer en service en juin 2010. Le Watchkeeper a obtenu une certification de sécurité en mars 2014, une première dans l'histoire des drones. Il est entré en service et a été déployé en Afghanistan en septembre 2014.
Le Watchkeeper a été conçu au Royaume-Uni par une coentreprise UAV Tactical Systems (U-TacS), constituée par la société israélienne Elbit Systems (propriétaire à 51 %) et par la société française, Thales. UAV Engines Ltd, qui a construit le moteur rotatif au Royaume-Uni, est une filiale en propriété exclusive d'Elbit Systems. La participation israélienne majoritaire a engendré des problèmes inattendus au moment d'obtenir l'autorisation d'exportation des États-Unis pour les composants antigivrants. L'une des principales différences entre l'Hermes 450 et le Watchkeeper porte sur le fait que l'Hermes 450 est uniquement équipé d'un capteur électro-optique/infrarouge, tandis que le WK450 est doté d'un radar à ouverture synthétique bi-mode (SAR) et à indication de cibles terrestres mouvantes (GMTI) lui permettant d'être utilisé dans toutes les conditions météorologiques, telles que les tempêtes de sable, alors que ce n'est pas le cas de l'Hermes.

## Historique
Le 15 juillet 2007, le ministère de la Défense britannique annonçait que 54 Watchkeeper seraient livrés à l'armée de Terre britannique. Le coût moyen est donc de 800 millions de livres divisé par 54 drones, soit environ 15 millions de livres par plateforme. Toutefois, ces chiffres comprennent la construction de nouvelles installations sur l'aérodrome de Boscombe Down, des installations de formation au sol et des simulateurs à l'École d'artillerie, des véhicules blindés Viking, ainsi que d'autres équipements pour les parties tactiques. Ils comprennent également les stations de contrôle au sol, le développement et les essais des importantes modifications sur les drones, notamment le décollage et l'atterrissage automatiques, la mise en place et la fourniture de nouveaux capteurs, y compris des radars.
Le premier vol du Watchkeeper au Royaume-Uni s'est déroulé le mercredi 14 avril 2010 depuis le Parc Aberporth, au pays de Galles.
En octobre 2010, le contrat a été prolongé de 18 mois et la date de livraison a été reportée. Le déploiement par la Royal Artillery était supposé être imminent en 2013, même si on attendait encore la certification des autorités aériennes militaires (MAA). En 2013, le programme avait près de trois ans de retard et en septembre, l'autorisation de mise en service était attendue avant la fin de l'année. Les représentants de l'armée britannique ont déclaré que le Watchkeeper entrerait en service au printemps 2014. En janvier 2014, 26 drones ont été construits et 28 autres étaient en commande. De plus, 14 stations de contrôle au sol ont été fabriquées et une de plus en commande. En mars 2014, le Watchkeeper de Thales a décroché son autorisation de vol au Royaume-Uni. Le Watchkeeper a réalisé plus de 600 vols pour un total de 950 heures de vol. Le système Watchkeeper sera utilisé au sein de l'armée britannique jusqu'en 2040.
En mars 2014, la Royal Artillery a intégré le Watchkeeper à son programme d'entraînement militaire aérien. Basée à Boscombe Down dans le Wiltshire, la 1re brigade de la Royal Artillery s’entraîne avec le Watchkeeper, à une hauteur d’environ 8 000 à 16 000 pieds, dans un espace aérien réglementé, dans la plaine de Salisbury. En 2016, le 47th Regiment Royal Artillery (en) opérant ces drones a été transféré au commandement interarmées hélicoptères (Joint Helicopter Command) et près de 40 engins ont été livrés en juillet 2016.
L'armée britannique fera l'acquisition de 30 Watchkeeper et de 24 autres exemplaires pour un stockage en entrepôt afin d'être mis en service, en cas de besoin.

### Le watchkeeper envisagé pour équiper l'armée française
En février 2014, le ministère de la Défense français annonçait que l'armée française pourrait acheter le Watchkeeper WK450 si l'armée britannique achetait le véhicule blindé de combat d'infanterie (VBCI) français.
Le 22 octobre 2014, dans le cadre de l'appel d’offre du ministère français de la Défense pour l’acquisition de drones tactiques, le général Pierre de Villiers chef d'état-major des armées, annonce aux sénateurs sa préférence pour le Watchkeeper mais en janvier 2016, il est annoncé que c'est finalement le Safran Patroller qui équipera l'armée de Terre française.

## Déploiement
Le 29 septembre 2014, le ministère de la Défense britannique annonçait que de nombreux Watchkeeper étaient opérationnels et allaient être déployés en Afghanistan. Les drones étaient basés à Camp Bastion pour assurer la protection des troupes britanniques pendant leur retrait d’Afghanistan en fin d'année. Rien n'indiquait que le Watchkeeper serait déployé en Afghanistan avant que la Force internationale d'assistance à la sécurité dirigée par l'OTAN n'ait terminé sa mission. Le drone a voyagé de conserve avec l'Hermes 450s dont il est dérivé, même si le Watchkeeper dispose d'une charge utile double se composant d'un capteur infrarouge-électro-optique et d'un radar à ouverture synthétique.
Un système avec quatre drones Watchkeeper a été envoyé en Afghanistan en août 2014. Il a effectué son premier vol sur le terrain le 2 septembre et son premier vol opérationnel le 16 septembre. Le Watchkeeper avait, entre autres, pour mission de surveiller une vaste zone pour les Marines à l'aide de son radar I-Master de Thales, qui ont ensuite pris un Hermes 450 pour continuer la poursuite. Ceci afin de transmettre les renseignements au MQ-9 Reaper de la Royal Air Force et procéder à une frappe aérienne contre la cible. Quelque 140 vols ont été réalisés pendant 8 heures par jour jusqu'à la fin des opérations à la mi-octobre. L'une des raisons justifiant le déploiement aussi tardif du WK450 pendant le conflit était l'utilisation de son radar à ouverture synthétique bi-mode et son indication de cibles terrestres mouvantes, que n'a pas l'Hermes 450, pour identifier les combattants talibans qui essayaient de profiter des tempêtes de sable pour se camoufler. Lorsque la portée du radar au sol à Bastion a été désactivée, l'armée britannique a arrêté d'utiliser l'Hermes 450, qui était sa solution provisoire. Une fois les opérations sur le terrain terminées, les Watchkeeper ont été rapatriés au Royaume-Uni. Ils devront être entièrement opérationnels en 2017 et compteront des améliorations comme, entre autres, les fonctions antigivrantes et l’utilisation des pistes sommaires.
Le Watchkeeper a volé plus de 500 heures dont 140 heures sur le territoire afghan en juin 2015.
En novembre 2024,  le ministre de la Défense britannique John Healey annonce que 47 de ces drones seront supprimés pour faire des économies, et les qualifiant de « dépassés ».

## Compléments
- Robotique
- Liste de drones